# Hérault
L'Hérault (/eˈʁo/), oc. Erau) è un dipartimento francese della regione Occitania, al
sud del paese. Confina con i dipartimenti dell'Aude a sud-ovest, del Tarn a ovest, dell'Aveyron a nord-ovest e del Gard a nord-est. A sud-est è bagnato dal Mar Mediterraneo (Golfo del Leone).
Le principali città, oltre al capoluogo Montpellier, sono Béziers, Sète e Lodève.
Nell'Hérault si trova inoltre la propaggine meridionale del Massiccio Centrale, il gruppo montuoso del Caroux-Espinouse.
La lingua storica locale è l'occitano.